# Diecézní soud
Diecézní soud či Diecézní tribunál je institucí kanonického práva, která se řídí Kodexem kanonického práva v kánonech 1419–1427.

## Soudci
Původním soudcem diecézního soudu je biskup samotné diecéze, a to ve všech případech, „které nejsou výslovně vyloučeny zákonem“. Ačkoli biskup zůstává konečným soudcem soudu a může, pokud to uzná za vhodné, rozhodnout konkrétní věc sám, je povinen ustanovit soudního vikáře (zvaný též oficiál), který musí být obvykle odlišný od generálního vikáře diecéze. Soudní vikář je odpovědný za přidělování soudců k případům, pokud možno podle předem stanoveného rozpisu.
Biskup pak jmenuje soudce tribunálu, kterými musí být osoby s dobrou pověstí, které získaly doktorát nebo alespoň licenciát kanonického práva a jsou případně kněžími.
Soudní vikář i soudci jsou jmenováni na dobu určitou (kán. 1422). Mandát soudního vikáře a soudců nezaniká, když se uvolní biskupský stolec, a nemohou být odvoláni diecézním administrátorem „sede vacante“; musí však získat potvrzení o svém jmenování od nového biskupa (kán. 1420 § 5).

## Kompetence
Soud prvního stupně se obvykle zabývá těmito záležitostmi:
1. sporné případy
  1. týkající se závazku posvátného svěcení a břemenech s ním spojených;
  2. týkající se manželském svazku, s výhradou ustanovení kánonů 1686 a 1688;
2. trestní věci:
  1. týkající se trestných činů, za které může být uložen trest propuštění z duchovního stavu;
  2. týkající se uložení nebo vyhlášení exkomunikace.

Pro odvolací řízení je příslušný soud církevního obvodu, který sousedí s obvodem, v němž se konalo řízení v prvním stupni.